# ワン・ハート (曲)
「ワン・ハート」（英: One Heart=一つの心）はセリーヌ・ディオンのアルバム『ワン・ハート』からの2枚目のシングル。2003年6月16日発売。日本ではアルバムからの1枚目のシングルとして2003年8月20日に、カナダでは「ハヴ・ユー・エヴァー・ビーン・イン・ラヴ」の後の3枚目のシングルとしてリリースされた。

## 概要
作詞・作曲・プロデュースはジョン・シャンクスとカラ・ディオガーディ。彼らは後にディオンのアルバム『Taking Chances』をも手がけている。
ミュージックビデオはアンティ・ヨキネンの監督で制作され、2003年5月30日にリリースされた。イギリスで発売された両A面シングル「One Heart/I Drove All Night」のCD EXTRAにはこの曲のミュージックビデオが収録されている。メイキングはライブアルバム『ア・ニュー・デイ…ライヴ・イン・ラス・ヴェガス』のボーナスDVDに「One Year... One Heart」として収録されている。
シングルはイギリスで27位を記録するなどヨーロッパ各国でトップ40を記録した。後にベストアルバム『マイ・ラヴ:エッセンシャル・コレクション』にも収録され、2008年10月に発売された。
日本の日本テレビ系列で2003年8月23日・24日に放送された第26回24時間テレビ 「愛は地球を救う」内の深夜枠の音楽番組ではニューヨークとの中継でセリーヌ・ディオンが出演し、大ヒット曲「マイ・ハート・ウィル・ゴー・オン」や新曲としてこの「ワン・ハート」の2曲を歌った。
- 調：変ホ長調（E♭）

## 収録曲
ヨーロッパ版CDシングル
1. 「ワン・ハート」 – 3:24
2. 「ワン・ハート」(Original 3 pop edit) – 3:17

ヨーロッパ版CDマキシシングル/日本版CDマキシシングル
1. 「ワン・ハート」 – 3:24
2. 「ワン・ハート」(Original 3 pop edit) – 3:17
3. 「ワン・ハート」(Original 3 rhythmic extenhded) – 7:10
4. 「ワン・ハート」(Original 3 rhythmic edit) – 3:40

イギリス版CDマキシシングル
1. 「ワン・ハート」 – 3:24
2. 「アイ・ドローヴ・オール・ナイト」 – 4:00
3. 「アイ・ドローヴ・オール・ナイト」(Hex Hector extended vocal import mix) – 7:53
4. 「アイ・ドローヴ・オール・ナイト」(video) – 4:00

イギリス版CDマキシシングル#2
1. 「ワン・ハート」 – 3:24
2. 「アイ・ドローヴ・オール・ナイト」 – 4:00
3. 「オール・バイ・マイセルフ」 – 5:12
4. 「ワン・ハート」(video) – 3:24

## 公式版アレンジ
1. 「ワン・ハート」(Original 3 pop edit) – 3:17
2. 「ワン・ハート」(Original 3 rhythmic extended) – 7:10
3. 「ワン・ハート」(Original 3 rhythmic edit) – 3:40
4. 「ワン・ハート」(album version) – 3:24

## チャート
| チャート(2003年)                              | 最高位 |
| --------------------------------------------- | ------ |
| オーストラリア・シングルチャート              | 75     |
| オーストリア・シングルチャート                | 25     |
| ベルギー フランデレン地域圏・シングルチャート | 37     |
| ベルギー ワロン地域圏・シングルチャート       | 51     |
| カナダ・シングルチャート                      | 59     |
| カナダ・アダルトコンテンポラリーチャート      | 13     |
| オランダ・シングルチャート                    | 78     |
| ヨーロッパ・シングルチャート                  | 56     |
| フランス・シングルチャート                    | 63     |
| ドイツ・シングルチャート                      | 56     |
| ギリシャ・シングルチャート                    | 38     |
| アイルランド・シングルチャート                | 30     |
| イタリア・シングルチャート                    | 71     |
| スウェーデン・シングルチャート                | 34     |
| スイス・シングルチャート                      | 36     |
| イギリス・シングルチャート                    | 27     |